# Agia
Agia (em grego:  Αγιά) é uma vila localizada no distrito de Nicósia, Chipre. De acordo com o censo de 2011, sua população era de 619 habitantes. Atualmente sob controle do Chipre do Norte.